# Spirastrella cunctatrix
Spirastrella cunctatrix, ist eine Art der Schwämme und gehört zur Klasse der Hornkieselschwämme. In der Literatur wird er auch als Orangefarbener Strahlenschwamm oder Roter Krustenschwamm bezeichnet.

## Merkmale
Spirastrella cunctatrix bildet Kolonien, die bis über 5 cm Durchmesser erreichen können. Selten werden sie größer. Die Kolonien bilden dünne, weiche Krusten von wenigen Millimeter Dicke, die kräftig orange gefärbt sind. Auf der Oberfläche befinden sich auffallende kräftige Kanäle, de sich strahlenförmig vereinigen und in einer gemeinsamen Ausströmöffnung münden.
Diese Art kann mit dem ähnlich gefärbtem Schwamm Crambe crambe verwechselt werden, dessen Oberfläche sich jedoch glatt anfühlt. Die Oberfläche von Spirastrella cunctatrix ist jedoch rau.

## Vorkommen
Das Verbreitungsgebiet umfasst Sublitoral im Mittelmeer. Es werden verschiedene Hartböden besiedelt. Kolonien finden sich meist an beschatteten Stellen wie unter Überhängen, in Felsspalten und Höhlen. Seltener auch im Wurzelbereich von Seegräsern.